# Reprezentacja Estonii w rugby union mężczyzn
Reprezentacja Estonii w rugby union jest drużyną reprezentującą Estonię w międzynarodowych turniejach. Drużyna nie występuje obecnie w dywizji 3 Pucharu Narodów Europy.

## Puchar Świata w Rugby
- 2009–2015: nie brała udziału w kwalifikacjach